# روزنامه‌نگاری غیرانتفاعی

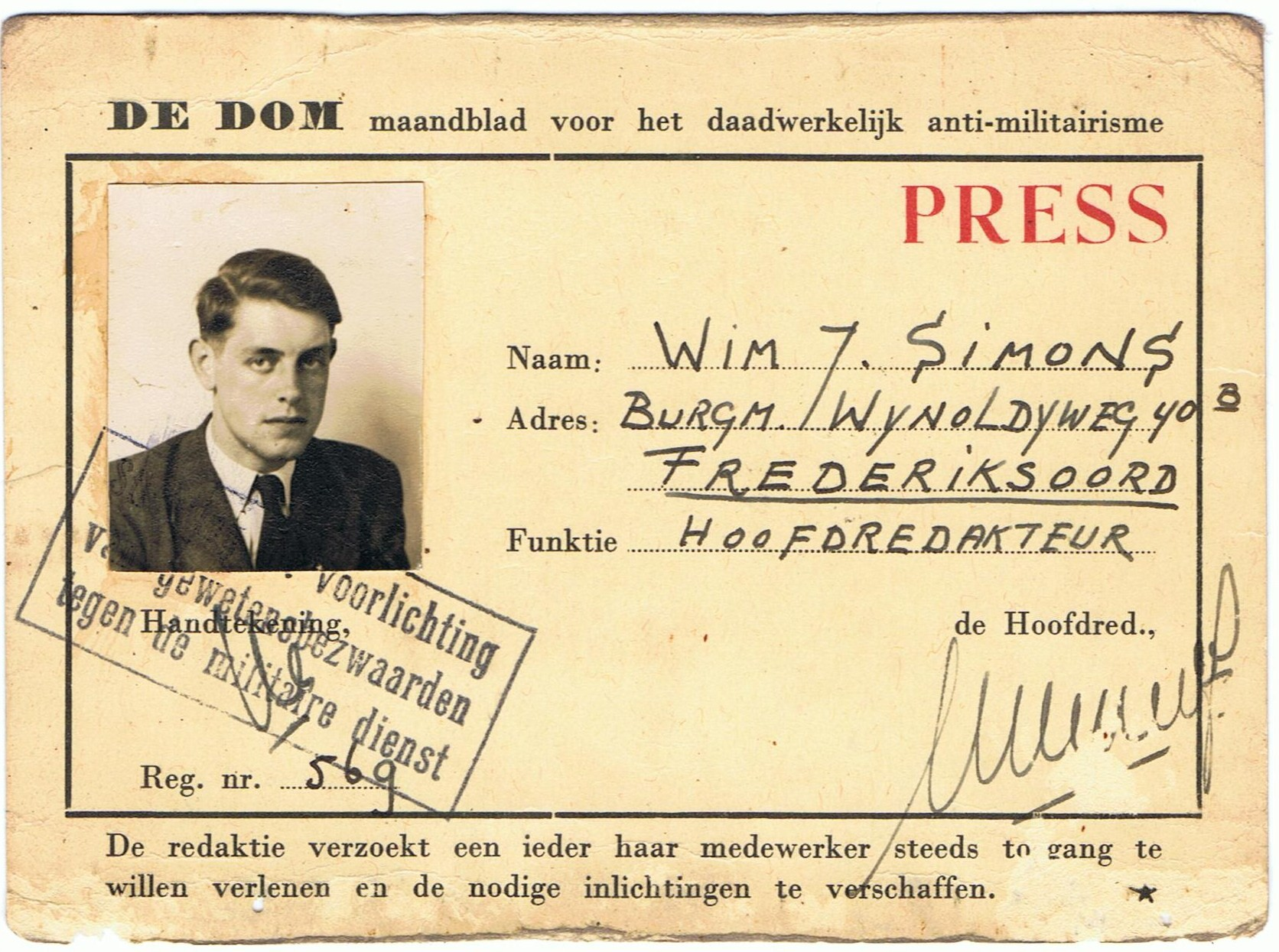
کارت مطبوعاتی متعلق به ویم سایمنز، مجله ماهانه DE DOM

روزنامه‌نگاری غیرانتفاعی (انگلیسی: Non-profit journalism) یا روزنامه‌نگاری بدون سود فعالیتی در روزنامه‌نگاری به عنوان سازمان بی‌بهره به جای یک تجارت برای سود است.
گروه‌های روزنامه‌نگاری غیرانتفاعی قادر به اداره و سرویس‌دهی کالاها بدون نگرانی برای بدهی، سود سهام و نیاز به سوددهی هستند. مثل همهٔ سازمان‌های بدون سود، تجهیزات روزنامه‌نگاری بدون سود بستگی به اهدای خصوصی دارد و مؤسسهٔ خیریه پرداخت هزینه‌های مدیریتی را تضمین می‌کند.

## تاریخچه روزنامه‌نگاری غیرانتفاعی
ظهور روزنامه‌نگاری غیرانتفاعی، برخی را به این سمت هدایت می‌کند که این یک گرایش جدید در صنعت تلاش کردن است. با این حال، روزنامه‌نگاری بدون سود از زمان اولین پنج روزنامهٔ نیویورک ایجاد شده که تجمیع شدند تا گزارش‌های آمده از ۱۸۴۶ جنگ مکزیک و آمریکا را به اشتراک بگذارند. این تجربه در روزنامه‌نگاری همان اسوشیتد پرس شد که هنوز هم در این روزها یک همکاری بدون سود است.
یک شرکت مستقل در استرالیا و مجلهٔ بین‌المللی که از ۱۹۷۳ چاپ شده، یکی از بزرگترین انتشارات غیرانتفاعی مستقل را نشان می‌دهد. در ایالات متحدهٔ آمریکا، دو مجلهٔ محلی و شهری در ۱۹۷۴، شیکاگو ریپورتر در ۱۹۷۷ برای پوشش موضوعات اقتصادی و اجتماعی منتشر شد. مرکز گزارش تحقیقی، قدیمی‌ترین سازمان خبری تحقیقی بدون سود است. دومین مورد قدیمی، مرکزی برای صداقت عمومی توسط چارلز لویی است که یکی از تولیدکنندگان اخبار ای.بی. سی و سی.بی. اس است.